# Marcheline Bertrand
Pour les articles homonymes, voir Bertrand.
Marcia Lynne Bertrand dite Marcheline Bertrand, née le 9 mai 1950 à Blue Island (États-Unis), et morte le 27 janvier 2007 à Los Angeles (États-Unis), est une actrice et productrice canado-américaine d'origines Canadienne-française , néerlandaise, Autochtone d'Amérique, et allemande. Elle est la mère de l'actrice Angelina Jolie. 

## Biographie
Elle est la fille de Rolland Bertrand et Lois June Gouwens. Elle se marie avec l'acteur Jon Voight le 12 décembre 1971. Le couple a deux enfants : les acteurs James Haven et Angelina Jolie. Ils se séparent en 1976 et divorcent en 1978. Marcheline Bertrand arrête sa carrière pour devenir l'agent de sa fille.
Après sept ans et demi de lutte contre le cancer des ovaires, elle meurt en 2007 au centre médical Cedars-Sinaï de Los Angeles.

## Filmographie
- 1971 : L'Homme de fer (série TV, 1 épisode)
- 1982 : Lookin' to Get Out de Hal Ashby
- 1983 : The Man Who Loved Women, remake du film L'Homme qui aimait les femmes de François Truffaut